# Wasserturm (Waiblingen)
Der Wasserturm ist ein unter Denkmalschutz stehendes Bauwerk in Waiblingen.

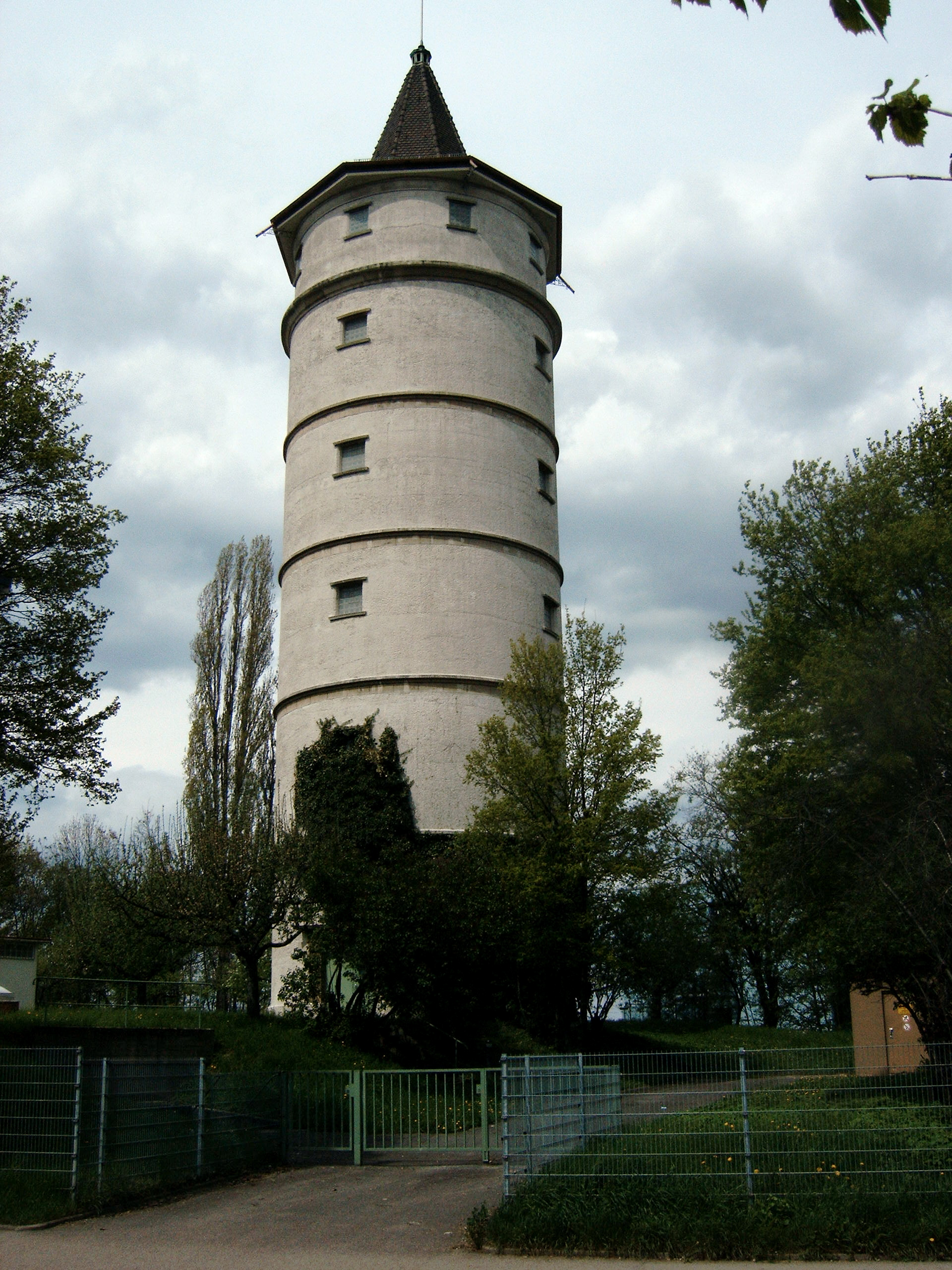
Wasserturm

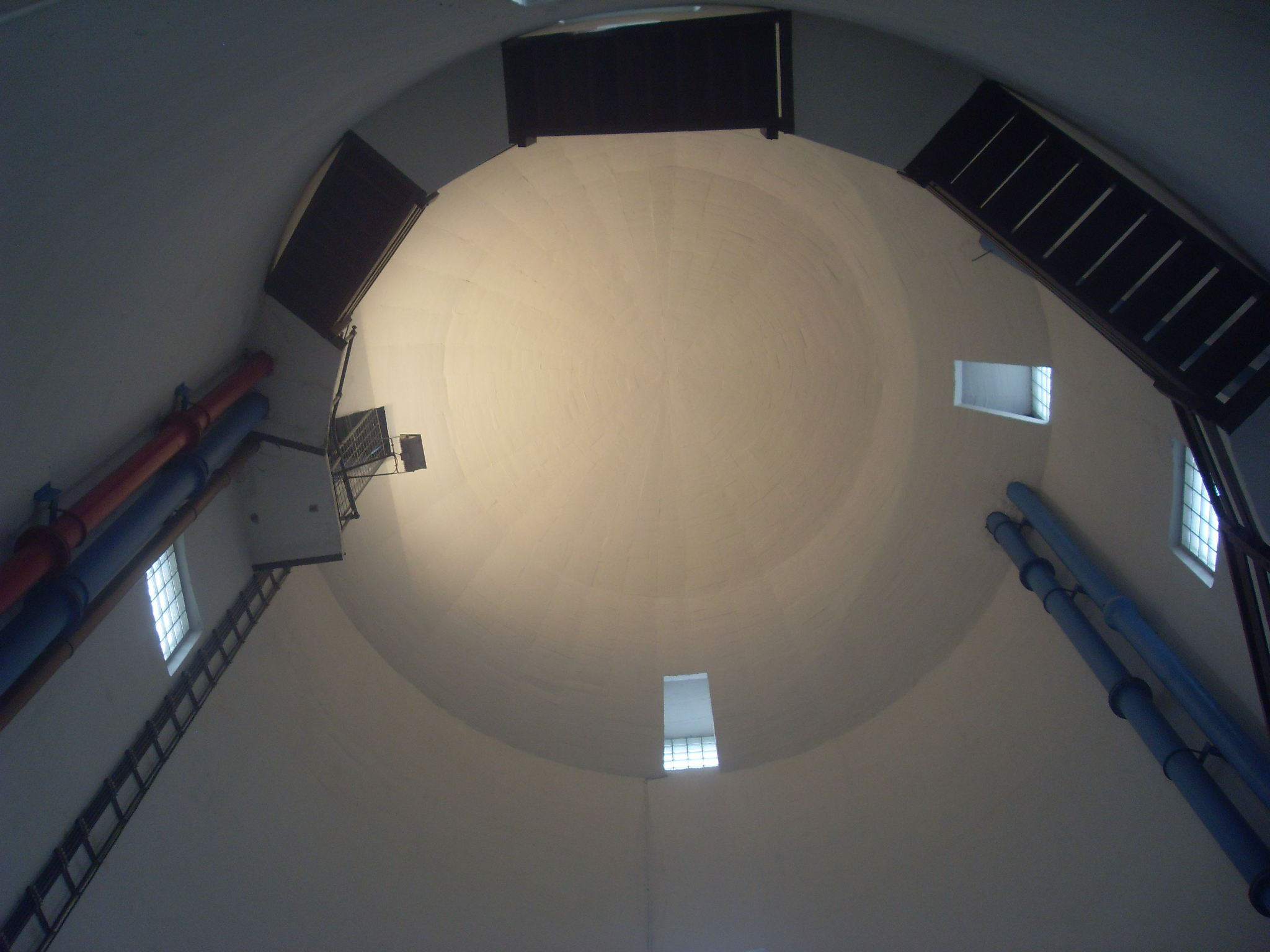
Innenansicht

Er versorgt die Mittelzone (Versorgungsgebiet 2) von Waiblingen mit circa 1 Mio. m³ Trinkwasser jährlich und besitzt eine Wasserkammer mit einem Volumen von etwa 340 m³. Mithilfe einer Turbine im Wasserturm wird das durchfließende Wasser genutzt, um Strom zu erzeugen.

## Geschichte
Der rund 30 Meter hohe Wasserturm wurde 1926 durch den Stadtbaumeister Ernst Eberle südwestlich des historischen Stadtkernes in erhöhter Lage erbaut. Vom Baustil ist der Turm mit rund zehn Metern Durchmesser an mittelalterliche Stadttürme angelehnt. 
Im Jahr 1983 wurde die Siedlung Beim Wasserturm südöstlich des Wasserturms bebaut.